# Órgano monumental de la Catedral de Morelia

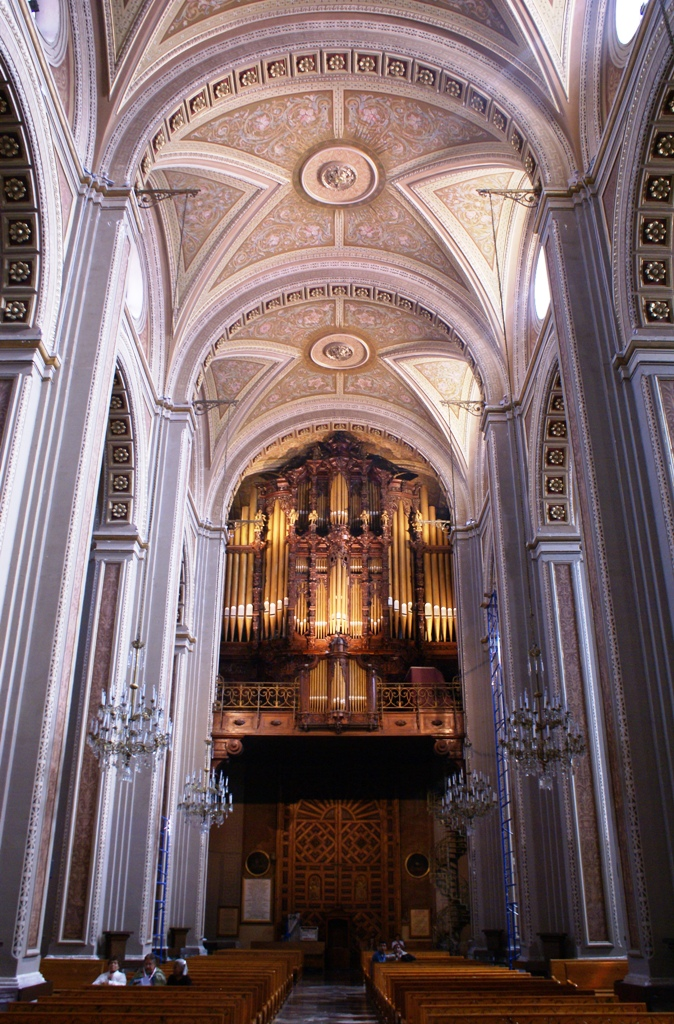
Vista del Órgano San Gregorio Magno en la Catedral de Morelia.

El Órgano monumental de la Catedral de Morelia en Michoacán, México, es un instrumento musical tubular de 4600 flautas fabricado en Alemania a principios del siglo XX. El órgano por sus características de sonorización es uno de los más importantes de México y anualmente es sede del Festival Internacional de Órgano de Morelia. Recibe el nombre de “Órgano San Gregorio Magno”.

## Historia

### Antecedentes
El primer órgano tubular monumental con el que contó la Catedral de Morelia fue mandado construir en 1731 al fabricante de órganos Joseph Nassarre. Ese órgano tubular, inaugurado en 1732, presentaba el estilo barroco y se ubicaba en el área destinada a la sillería del coro de los canónigos que en la época se ubicaba en medio de la nave principal de la catedral, (formato como hoy presentan la Catedral de Puebla y la Catedral de México). 
En 1845 el obispo de Michoacán Juan Cayetano Gómez de Portugal mandó remodelar la decoración interior del templo al arquitecto italiano Luis Zapari quien sustituyó los retablos barrocos de madera por neoclásicos, conservándose el original órgano barroco sobre la sillería del coro. Esta disposición se conservó hasta finalizar el siglo XIX ya que entre 1897 y 1898 el Segundo Arzobispo de Michoacán Ignacio Arciga mandó remodelar nuevamente el interior de la catedral, encomendando la obra al decorador italiano Claudio Molina quien realizó una trasformación profunda, colocó la decoración neoclásica que hoy lucen las bóvedas y muros, retiró los elementos y mobiliarios antiguos, entre ellos, la sillería del coro que estaba en medio de la nave y el órgano tubular del siglo XVIII. Hoy en día no se sabe cuál fue el paradero del instrumento, solo se conserva el mueble construido por Nassarre, donde yacen los tubos del actuar órgano.

### El actual órgano
En 1900 durante la época del Porfiriato en México, tomó posesión el Tercer arzobispo de Michoacán Atenógenes Silva quien en 1904 mandó elaborar el nuevo órgano tubular para la Catedral de Morelia. El instrumento fue fabricado por la Casa E. F. Walcker & Co. en la ciudad de Ludwigsburg, Alemania. En un comunicado de 1904 la empresa fabricante menciona la construcción del órgano para la Catedral de Morelia y señala que sería “el órgano más grande de América Latina” (en esa época). El órgano transportado en buque de vapor fue desembarcado en el Puerto de Veracruz, siendo inaugurado en su actual ubicación en 1905 con una ceremonia solemne presidida por el Arzobispo Atenógenes Silva.
Originalmente el instrumento era un órgano tubular neumático y a partir de 1960 tiene un sistema electromecánico efectuado por los fabricantes de órganos italianos Tamburini. Desde 1966 el órgano es sede oficial del Festival Internacional de Órgano de Morelia evento fundado por el entonces organista titular de la catedral Alfonso Vega Núñez, además de que a la fecha el instrumento es también utilizado para otros eventos culturales como el Festival Internacional de Música de Morelia, conciertos corales y de la Orquesta Sinfónica de Michoacán. En el año 2002 se realizaron algunas reparaciones al órgano, siendo la más reciente restauración integral en el año 2007.

## El instrumento

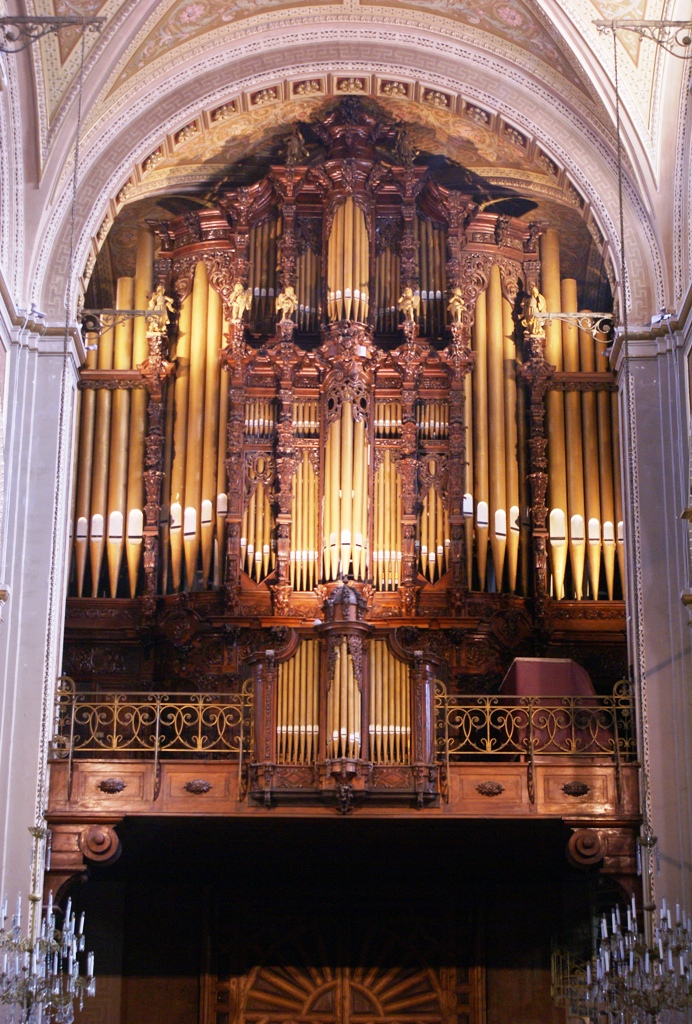
Órgano de la Catedral de Morelia con 4600 flautas.

El Órgano de la Catedral de Morelia se ubica sobre el acceso principal de la nave central del recinto, reposa sobre una estructura de acero revestida en madera, a la cual se accede por una escalera de herrería en forma de caracol. 
El órgano presenta una enorme fachada ornamental de madera en estilo neobarroco churrigueresco elaborada en 1905, que exhibe flautas doradas, columnas estípites y tallas de ángeles; la cual es escenográfica ya que las flautas reales de metal se ubican en su interior, mientras que los teclados del órgano se hallan frente a su costado este. El órgano posee 4,600 voces o flautas, 3 teclados, 6 memorias.
Recibe el nombre de “Órgano San Gregorio Magno” en homenaje al Papa Gregorio I quien en el siglo VI realizó reformas a la liturgia y música de la Iglesia. El Órgano de la Catedral de Morelia destaca por su sonorización dada la calidad constructiva del instrumento que se acentúa por su ubicación en lo alto de la nave central y por la acústica del recinto. En su interior la Catedral de Morelia mide 77 metros de largo por 30 metros de ancho en el crucero, la altura de la nave central es de 19 metros y las naves laterales de 14 metros, mientras que la altura de la cúpula es de 40 metros. 